# Glypta aridella
Glypta aridella là một loài tò vò trong họ Ichneumonidae.